# Hiroto Inoue
Hiroto Inoue (né le 1er juin 1993 à Isahaya, dans la préfecture de Nagasaki) est un athlète japonais, spécialiste du marathon.

## Carrière
Il mesure 1,65 m pour 51 kg. Après avoir terminé 8e du marathon de Tokyo en 2017, premier des non-Africains, il y porte en 2018 son record en 2 h 6 min 54 s, le 25 février, en terminant cette fois-ci 5e. Il remporte, au sprint, le marathon lors des Jeux asiatiques de 2018 à Jakarta, en battant le bahreinien El Hassan el-Abbassi.